# 상대초등학교
상대초등학교는 대한민국 경상북도 포항시 남구에 있는 초등학교다.

## 학교 연혁
- 1989.04.12 상대국민학교 설립인가
- 1990.03.01 대도중학교 교사 인수
- 1990.03.01 개교(1842명,41학급편성)
- 1996.03.01 상대초등학교 병설유치원 2학급 개설
- 1996.03.01 상대초등학교로 개명
- 2000.01.04 경상북도 포항교육지원청 부설 발명교실 개설
- 2000.03.01 경상북도교육청 발명교육 연구학교 운영(2년간)
- 2002.04.26 여자축구부 창단
- 2011.03.01 국토해양부 지정 해양교육시범학교 운영(2년간)
- 2011.03.01 경상북도포항교육지원청 부설 다문화교육지원센터 개설
- 2012.06.01 교육과학기술부지정 글로벌다문화선도학교 운영(2년간)
- 2015.02.13 제25회 졸업식(57명) 졸업생 누계 4,232명
- 2015.03.01 13학급 편성(일반 12, 특수 1) 유치원 1학급 편성
- 2016.03.01 제13대 임미화 교장선생님 취임
- 2017.03.01 경상북도교청지정 자율재능학교(3년간)
- 2019.03.01 교육부지정 기초학력 향상 시범학교운영 (3년간)